# Інгушетія (малий ракетний корабель)
Інгушетія (рос. Ингушетия) — малий ракетний корабель проєкту 21631 «Буян-М», восьмий корабель цієї серії. На службі у Чорноморському флоті ВМФ РФ.

## Назва
Корабель названо на честь Республіки Інгушетія.

## Історія побудови

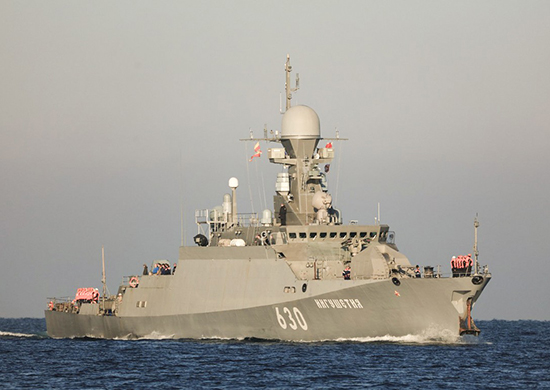
Малий ракетний корабель «Інгушетія»

Корабель було закладено 29 серпня 2014 року на Зеленодольському заводі імені О. М. Горького. У церемонії закладки взяли участь головнокомандувач Військово-морським флотом Росії, адмірал Віктор Чирков, голова Республіки Інгушетія Юнус-Бек Євкуров, прем'єр-міністр Республіки Татарстан Ільдар Халіков, командувач Чорноморського флоту адмірал Олександр Вітко, генеральний директор ВАТ «Зеленодольський завод імені. Горького» — Ренат Містахов та інші.
Термін здачі «Інгушетії» був спочатку призначений на осінь 2018 року, проте через роботу над завершенням будівництва МРК «Вишній Волочок» та «Орехово-Зуєво» змістився на літо 2019 року.
11 червня 2019 року «Інгушетія» була спущена на воду.
Державні випробування проходив у акваторії Чорного моря.
Підйом Андріївського прапора та включення корабля до складу Чорноморського флоту було заплановано на кінець грудня 2019 року.
Прийнятий Чорноморським флотом 28 грудня 2019 року.